# CUPS
CUPS(영어: Common Unix Printing System, 공식 명칭으로 CUPS가 더 자주 쓰임)는 컴퓨터를 인쇄 서버로 기능하도록 해주는 유닉스 계열 운영 체제를 위한 모듈 방식의 프린팅 시스템이다. CUPS는 유닉스 계열의 운영 체제에서 프린터 형식과 형태마다 독자적으로 써야 했던 장치 드라이버의 작성을 용이하게 해 주었는데, 과거 유닉스 계열 운영 체제가 지원하던 특수 라인 프린터와 포스트 스크립트 프린터 뿐만 아니라, 매킨토시, 윈도우용으로 시판되는 프린터의 대부분을 유닉스 계열 운영 체제에서 사용할 수 있게 하였다.
CUPS를 사용하는 컴퓨터는 클라이언트 컴퓨터에서 인쇄 작업을 수신하는 서버가 되어, 해당 작업을 처리하고 적절한 프린터로 자료를 보낸다. 또한 그 때에는 HTTP의 Basic 인증 및 Digest 인증, 로컬 인증, 128비트 TLS/SSL 암호화 등을 이용할 수도 있다.
CUPS는 유닉스 인쇄 스풀러와 스케줄러 필터 시스템 및 백엔드 시스템으로 구성된다. 이 중 필터 시스템은 인쇄 데이터를 프린터가 인식할 수 있는 형식으로 변환하고, 백엔드 시스템이 이 데이터를 프린터로 보내는 역할을 수행한다. CUPS는 인쇄 작업과 대기열을 취급하는 기반으로 IPP (Internet Printing Protocol)을 이용하고 있다. 또한, CUPS는 유닉스에서 기존에 지원하던 System V 형식과 BSD 형식의 커멘드라인 인터페이스도 지원하고 SMB 프로토콜도 부분적으로 지원한다. CUPS가 제공하는 장치 드라이버는 어도비의 PPD (PostScript Printer Description) 형식의 텍스트 파일을 이용하여 설정이 가능하다. CUPS를 설정하는 CUPS 스스로는 웹(HTTP)을 이용한 임베디드 인터페이스를 지원하고 있다.

## 역사
컵스(CUPS)는 애플에서 개발한 오픈 소스 형태의 프린터 관련 소프트웨어이다.

## 관련 자료
- Sweet, Michael (July 10, 2000). CUPS overview. Easy Software Products.
- CUPS software administration manual : Managing printers from the web (version 1.1.21, 2004). Easy Software Products. Retrieved January 5, 2005.
- https://web.archive.org/web/20060613001400/http://www.cups.org/articles.php How-to articles and FAQs about using CUPS
- Design of CUPS Filtering System — including the context for Mac OS X ("Jaguar"). LinuxPrinting.org. Retrieved January 5, 2005.
- KDE. KDEPrint information. KDE-printing website. Retrieved January 14, 2005.

## 같이 보기
- HPLIP

## 참조
1. ↑  “Release v2.4.12 · OpenPrinting/cups” (영어). 2025년 4월 8일에 확인함.
2. ↑  CUPS Software License Agreement, see section "License Exceptions". Last accessed July 10, 2009
3. ↑  (CUPS 2.2.7-
CUPS is the standards-based, open source printing system developed by Apple Inc. for macOS® and other UNIX®-like operating systems.)https://www.cups.org/